# Москони, Вилли
Уильям Джозеф «Вилли» Москони (англ. William 'Willie' Joseph Mosconi; 27 июня 1913, Филадельфия, Пенсильвания — 17 сентября 1993, 16 сентября 1993 или 12 сентября 1993, Хэддон-Хайтс, Нью-Джерси) — профессиональный американский игрок на бильярде итальянского происхождения.

## Биография
Родился в Филадельфии, США.
После недолгого периода занятий бильярдом в детстве, которые включали в себя победу в американском первенстве среди юношей в 24-м, впоследствии Москони не играл до 1931 года. Первый чемпионат мира Вилли выиграл в 1941 году. Почётное звание чемпиона он удерживал до 1955, за исключением 1943 и 1949 годов.
Начав популяризацию игры в середине 1950-х, Москони представлял публике несколько демонстрационных игр. Написал книгу «Вилли Москони о карманном бильярде» (англ. Willie Mosconi's Winning Pocket Billiards) (1954).
На протяжении большей части XX столетия его имя было по сути синонимом пула  в Северной Америке — его прозвали Mr. Pocket Billiards — и он был одним из первых членов Зала славы Бильярдного конгресса США в 1968 году .
В 1994 году в его честь был основан Кубок Москони,  соревнование по пулу между американскими и европейскими игроками. С тех пор мероприятие проводится ежегодно.